# Gubernátor
Gubernátor (rusky губерна́тор, ze starořeckého κυβερνητική / kybernetiké – „umění řízení“, z κυβερνάω / kybernao – „řídit“, z κυβερνήτης / kybernētēs – „kormidelník“) je označení hlavního představitele velké administrativně-územní, federativní jednotky – gubernie.

## Historie
V Ruském impériu byl do roku 1917 gubernátor nejvyšším vládním úředníkem v gubernii. V předrevolučním Rusku byl gubernátor nejvyšším představitelem gubernie (nebo oblasti), první instance nedotknutelnosti práv nejvyšších úřadů, nástroj vlády všeobecného, přesného dodržování zákonů, předpisů, nejvyšších nařízení, výnosů vládnoucího senátu a ustanovení vrchnosti.

## Současnost
V současnosti je titul gubernátor užíván v Ruské federaci (někdy nahrazen titulem „Hlava“) a na Ukrajině.